# Taïx
Taïx település Franciaországban, Tarn megyében. Lakosainak száma 537 fő (2022. január 1.). Taïx Cagnac-les-Mines, Blaye-les-Mines, Le Garric, Labastide-Gabausse és Mailhoc községekkel határos.

## Népesség
A település népessége az elmúlt években az alábbi módon változott:
| Lakosok száma | 429  | 461  | 469  | 468  | 485  | 504  | 506  | 522  | 537  |
|               | 2013 | 2015 | 2016 | 2017 | 2018 | 2019 | 2020 | 2021 | 2022 |